# Kościół św. Piotra w Gloucesterze
Kościół św. Piotra (ang. St Peter's Church) – rzymskokatolicki kościół parafialny w Gloucesterze, w Anglii, wzniesiony w latach 1860-1868, znajdujący się w centrum miasta na rogu London Road i Black Dog Way.
Dzięki darowiźnie Mary Webb w 1788 roku w Gloucesterze założono katolicką misję, która w 1789 roku została przekształcona w parafię. W latach 90. XVIII wieku ówczesny proboszcz John Greenaway nabył dom, w ogrodzie za którym wybudował małą kaplicę z cegły dedykowaną św. Piotrowi ad Vincula (pol. „w Okowach”). Kaplica ta została zarejestrowana w 1792 roku.
W związku ze zwiększaniem się liczby katolików w mieście w latach 50. XIX wieku zaczęto gromadzić fundusze na budowę kościoła, która stała się możliwa zwłaszcza dzięki darowaniu na ten cel przez Frances Canning 1000 funtów (co w tamtym czasie było znaczącą kwotą). W 1859 roku zburzono kaplicę, żeby zrobić miejsce dla kościoła, którego budowę rozpoczęto w 1860 roku. Projektantem neogotyckiej świątyni (w stylu wczesnego XIV wieku) był Gilbert Blount. Kościół konsekrowano 8 października 1868 roku. W 1880 roku wybudowano nowe prezbiterium.
Budynek kościoła nie jest orientowany, część prezbiterialna zwrócona jest na północ. Świątynia jest trójnawowa, prezbiterium posiada boczne kaplice.